# Ski-Orientierungslauf-Weltmeisterschaften 1996
Die 11. Ski-Orientierungslauf-Weltmeisterschaften fanden vom 19. Februar bis 25. Februar 1996 in Lillehammer, Norwegen statt.

## Herren

### Kurzdistanz
| Platz | Land | Athlet                 | Zeit      |
| ----- | ---- | ---------------------- | --------- |
| 1     | SWE  | Björn Lans             | 37:02 min |
| 2     | NOR  | Vidar Benjaminsen      | 37:09 min |
| 3     | FIN  | Raino Pesu             | 37:16 min |
| 4     | FIN  | Vesa Mäkipää           | 37:24 min |
| 5     | SWE  | Bertil Nordqvist       | 37:28 min |
| 6     | RUS  | Wladislaw Kormtschikow | 38:11 min |

Titelverteidiger:  Iwan Kusmin

Länge: 8,0 km

Höhenmeter: 120

Posten: 14

Teilnehmer: 78

### Langdistanz
| Platz | Land | Athlet                 | Zeit      |
| ----- | ---- | ---------------------- | --------- |
| 1     | ITA  | Nicolò Corradini       | 1:45:00 h |
| 2     | NOR  | Vidar Benjaminsen      | 1:45:11 h |
| 3     | SWE  | Bertil Nordqvist       | 1:45:52 h |
| 4     | FIN  | Vesa Mäkipää           | 1:46:05 h |
| 5     | RUS  | Wladislaw Kormtschikow | 1:46:29 h |
| 6     | NOR  | Lars Lystad            | 1:46:57 h |

Titelverteidiger:  Nicolò Corradini

Länge: 22,0 km

Höhenmeter: 460

Posten: 25

Teilnehmer: 78

### Staffel
| Platz | Land | Athleten                                                      | Zeit      |
| ----- | ---- | ------------------------------------------------------------- | --------- |
| 1     | SWE  | Per-Ove Bergqvist Mikael Lindmark Björn Lans Bertil Nordqvist | 2:50:26 h |
| 2     | FIN  | Arto Lilja Markku Järvinen Raino Pesu Vesa Mäkipää            | 2:50:39 h |
| 3     | NOR  | Harald Svergia Kjetil Ulven Lars Lystad Vidar Benjaminsen     | 2:53:44 h |
| 4     | RUS  |                                                               | 2:56:18 h |
| 5     | ITA  |                                                               | 3:02:34 h |
| 6     | CZE  |                                                               | 3:09:17 h |

Titelverteidiger:  Kjetil Ulven, Lars Lystad, Harald Svergia, Vidar Benjaminsen

Länge: 4 × 10 km

Teilnehmer: 17 Staffeln

## Damen

### Kurzdistanz
| Platz | Land | Athlet            | Zeit      |
| ----- | ---- | ----------------- | --------- |
| 1     | FIN  | Arja Nuolija      | 32:24 min |
| 2     | SWE  | Annika Zell       | 32:54 min |
| 3     | RUS  | Swetlana Haustowa | 34:34 min |
| 4     | NOR  | Valborg Madslien  | 35:14 min |
| 5     | NOR  | Hilde G. Pedersen | 35:20 min |
| 6     | RUS  | Tatjana Naumowa   | 35:35 min |

Titelverteidigerin:  Virpi Juutilainen

Länge: 6,0 km

Höhenmeter: 100

Posten: 12

Teilnehmerinnen: 53

### Langdistanz
| Platz | Land | Athlet            | Zeit      |
| ----- | ---- | ----------------- | --------- |
| 1     | SWE  | Annika Zell       | 1:11:50 h |
| 2     | NOR  | Hilde G. Pedersen | 1:13:31 h |
| 3     | FIN  | Arja Nuolioja     | 1:16:29 h |
| 4     | NOR  | Valborg Madslien  | 1:16:45 h |
| 5     | FIN  | Terhi Holster     | 1:17:00 h |
| 6     | FIN  | Virpi Juutilainen | 1:18:21 h |

Titelverteidigerin:  Pepa Miluschewa

Länge: 14,0 km

Höhenmeter: 320

Posten: 18

Teilnehmerinnen: 51

### Staffel
| Platz | Land | Athleten                                           | Zeit      |
| ----- | ---- | -------------------------------------------------- | --------- |
| 1     | SWE  | Ann-Charlotte Carlsson Erica Johansson Annika Zell | 1:57:55 h |
| 2     | RUS  | Jekaterina Petrowa Natalja Frei Swetlana Haustowa  | 2:00:32 h |
| 3     | FIN  | Terhi Holster Virpi Juutilainen Arja Nuolija       | 2:02:01 h |
| 4     | NOR  |                                                    | 2:04:51 h |
| 5     | EST  |                                                    | 2:07:00 h |
| 6     | CZE  |                                                    | 2:13:53 h |

Titelverteidigerinnen:  Ann-Charlotte Carlsson, Annika Zell, Lena Hasselström

Länge: 4 × 8 km

Teilnehmer: 12 Staffeln

## Medaillenspiegel
| Platz | Land     | Gold | Silber | Bronze | Gesamt |
| ----- | -------- | ---- | ------ | ------ | ------ |
| 1     | Schweden | 4    | 1      | 1      | 6      |
| 2     | Finnland | 1    | 1      | 3      | 5      |
| 3     | Italien  | 1    | -      | -      | 1      |
| 4     | Norwegen | -    | 3      | 1      | 4      |
| 5     | Russland | -    | 1      | 1      | 2      |

## Erfolgreichste Teilnehmer
| Platz | Athlet/in        | Gold | Silber | Bronze | Gesamt |
| ----- | ---------------- | ---- | ------ | ------ | ------ |
| 1     | Björn Lans       | 2    | -      | -      | 2      |
| 1     | Annika Zell      | 2    | -      | -      | 2      |
| 3     | Bertil Nordqvist | 1    | -      | 1      | 2      |
| 3     | Arja Nuolija     | 1    | -      | 1      | 2      |